# Райкові
Райкові, або раканеві (Hylidae) — родина амфібій з групи (надряду) безхвостих.

## Типові представники
У фауні Україні родина представлена двома видами, у тому числі типовим видом типового роду:
- райка звичайна (Hyla arborea)

## Систематика
Родина включає 3 підродини, 47 родів та 907 видів:

### підродинаPelodryadinae(3 роди)
- - Litoria
  - Nyctimystes
  - Pelodryas

### підродинаPhyllomedusinae(7 родів)
- - Agalychnis
  - Cruziohyla
  - Hylomantis
  - Pachymedusa
  - Phasmahyla
  - Phrynomedusa
  - Phyllomedusa

### підродинаHylinae(38 родів)
- триба Cophomantini — 5 родів

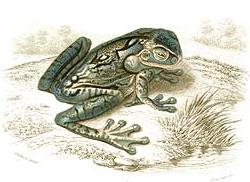
Hypsiboas geographicus

  - Aplastodiscus — 15 видів 
  - Bokermannohyla — 30 видів 
  - Hyloscirtus — 30 видів 
  - Hypsiboas — 82 види 
  - Myersiohyla — 4 види

- триба Dendropsophini — 6 родів
  - Dendropsophus — 92 види 
  - Pseudis — 11 видів
  - Scarthyla — 2 види
  - Scinax — 106 видів 
  - Sphaenorhynchus
  - Xenohyla

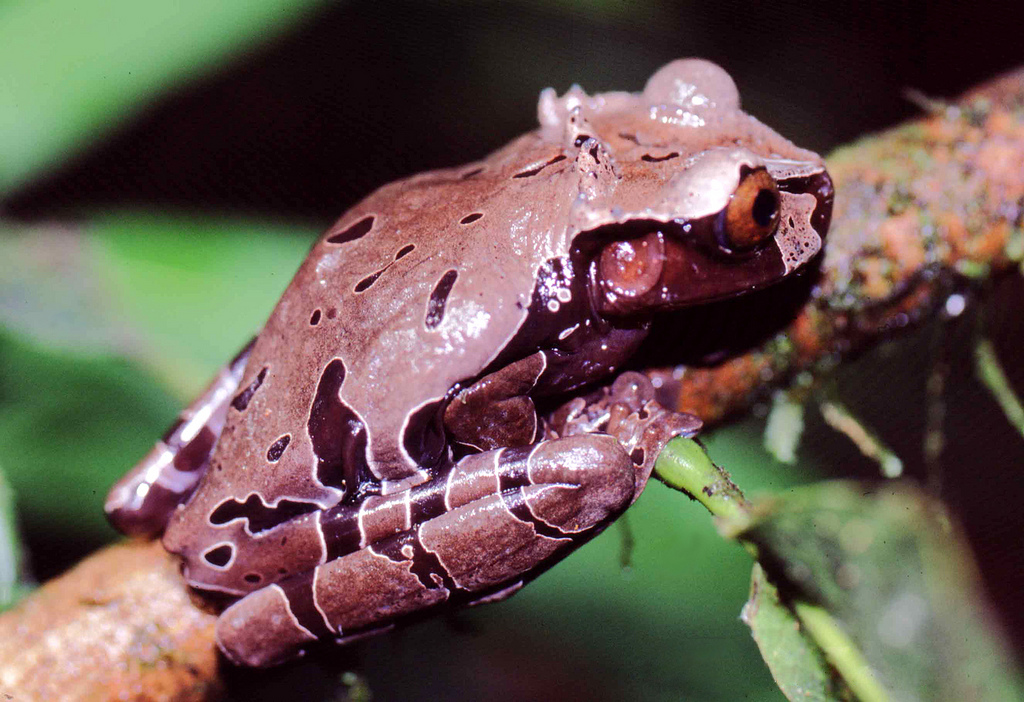
Anotheca

- триба Hylini — 16 родів 
  - Acris
  - Anotheca
  - Bromeliohyla
  - Charadrahyla
  - Duellmanohyla
  - Ecnomiohyla
  - Exerodonta
  - Hyla - райка
  - Isthmohyla
  - Megastomatohyla
  - Plectrohyla
  - Pseudacris
  - Ptychohyla
  - Smilisca
  - Tlalocohyla
  - Triprion

- триба Lophiohylini — 11 родів 
  - Aparasphenodon
  - Argenteohyla
  - Corythomantis
  - Itapotihyla
  - Nyctimantis
  - Osteocephalus
  - Osteopilus
  - Phyllodytes
  - Phytotriades
  - Tepuihyla
  - Trachycephalus — 7 видів